# آگنالدو (بازیکن فوتبال، زاده ۱۹۷۸)
آگنالدو نویس دوس سانتوس (به پرتغالی: Agnaldo Novaes dos Santos) هافبک اهل برزیل است که در شهر سالوادور و در تاریخ ۷ مارس ۱۹۷۸ به دنیا آمده‌است.
آگنالدو نویس دوس سانتوس در تیم‌های فوتبال فلامینگو سابقهٔ حضور دارد.